# Iris alexeenkoi
Iris alexeenkoi är en irisväxtart som beskrevs av Aleksandr Alfonsovitj Grossgejm. Iris alexeenkoi ingår i släktet irisar, och familjen irisväxter. Inga underarter finns listade i Catalogue of Life.